# Antonio Marrufo Mendoza
Antonio Marrufo Mendoza, né le 19 avril 1956, est un ancien arbitre mexicain de football, qui fut international de 1991 à 2002. Il est le père de l'arbitre américain Jair Marrufo.  

## Carrière
Il a officié dans des compétitions majeures : 
- Gold Cup 1993 (1 match)
- Coupe du monde de football des moins de 17 ans 1995 (3 matchs)
- Copa América 1997 (2 matchs)